# Bertha Gumprich
Bertha Gumprich (* 28. Juli 1832 in Nickenich; † 4. August 1901 in Trier) war eine deutsch-jüdische Köchin und Kochbuchautorin.

## Leben
Sie wurde als Tochter von Jakob Meyer und dessen Frau Anna geboren. Sie erhielt den jüdischen Vornamen Sprinz, nannte sich später jedoch Bertha. Bis zu ihrem 12. Lebensjahr besuchte sie die Schule, danach arbeitete sie als Köchin in verschiedenen Haushalten und bei jüdischen Festlichkeiten. Sie war seit 1860 verheiratet mit dem Händler Josef Gumprich und wohnte in Trier im Gebäude der ehemaligen Synagoge, Weberbach 65. Seit 1892 war sie Witwe und lebte in sehr bescheidenen Verhältnissen. Sie starb im Trierer Elisabeth-Krankenhaus und wurde auf dem jüdischen Friedhof in der Weidengasse beigesetzt.

## Werk
1888 erschien erstmals im Selbstverlag ihr Vollständiges praktisches Kochbuch für die jüdische Küche. Selbstgeprüfte und bewährte Rezepte zur Bereitung aller Speisen, Getränke, Backwerke und alles Eingemachten für die gewöhnliche und feinere Küche. Im Vorwort verwies sie auf ihre mehr als 30-jährige Erfahrung als Köchin. Die Auflage betrug 1.000 Exemplare und war nach wenigen Jahren vergriffen. Dies ist bemerkenswert, weil es in Trier zu dieser Zeit nicht viel mehr als hundert jüdische Haushalte gab, das Buch also auch außerhalb der eigentlichen Zielgruppe populär gewesen sein muss. 1896 erschien die zweite, vermehrte Auflage mit insgesamt 949 Rezepten auf 251 Seiten. Die dritte Auflage des Buches erschien 1899 und umfasste 348 Seiten. Nach ihrem Tode erschienen sechs weitere Auflagen im Verlag J. Kauffmann in Frankfurt am Main (7. Auflage 1914, 9. Auflage 1925), denen ein Anhang über Die Hygiene der Speisegesetze von Philipp Münz beigefügt war.
Viele Exemplare des Buches gingen während der Zeit des Nationalsozialismus verloren. Der Besitz der jüdischen Bevölkerung wurde zwangsweise eingezogen, Nichtjuden vernichteten in ihrem Besitz befindliche Bücher aus Angst oder Willfährigkeit gegenüber dem Regime. Das Buch geriet daher in Vergessenheit und wurde erst durch Recherchen der Judaistin Annette Haller wiederentdeckt. 2002 erschien ein Nachdruck (ISBN 3-88476-560-4) der 2. Auflage von 1896. Da in Trier weder in Bibliotheken noch in Privatbesitz ein Exemplar auffindbar war, wurde als Vorlage das Exemplar der Universitätsbibliothek Freiburg verwendet.